# Nemonte Nenquimo
Nemonte Nenquimo (Nemompare, Pastaza, 1985) és una activista huaorani de la Regió Amazònica de l'Equador. És la primera dona presidenta del Consell Coordinador de la Nacionalitat Huaorani de l'Equador-Pastaza (CONCONAWEP) i cofundadora de l'organització sense ànim de lucre indígena Ceibo Alliance. Va plantejar una demanda contra el govern equatorià, que va culminar amb una sentència del 2019 que protegia de la perforació de petroli mig milió d'acres de terres ancestrals huaoranis a la selva amazònica.

## Orígens i trajectòria
Nenquimo va néixer a la comunitat de Nemompare el 1985, a la regió de Pastaza, a l'Amazònia equatoriana. És membre de la nació huaorani de caçadors-segadors.
El 2015 va cofundar Ceibo Alliance, una organització sense ànim de lucre dirigida per amerindis per a protegir les terres indígenes de l'extracció de recursos. El 2018 va ser elegida la primera dona presidenta del Consell Coordinador de la Nacionalitat Huaorani de l'Equador-Pastaza (CONCONAWEP), organització huaorani de la província de Pastaza.

## Resolució judicial de 2019

Ubicació del Parc Nacional Yasuní i les terres huaorani a l'Equador

Com a part del CONCONAWEP, va presentar una demanda amb els defensors dels drets humans de l'Equador contra el govern equatorià. La sentència, emesa el 2019 per un tribunal de tres jutges de l'Audiència Provincial de Pastaza, va dictaminar la protecció de mig milió d'acres de la selva amazònica a l'Equador de la perforació de petroli. El veredicte segons el qual el govern equatorià havia de participar en el procés de consentiment gratuït, previ i informat segons els estàndards del dret internacional i del Tribunal Constitucional de l'Equador abans de subhastar terres, proporciona un precedent legal perquè altres nacions ameríndies puguin contrarestar l'extracció de recursos dins del territori.
L'abril de 2019 una desfilada de centenars de huaoranis va celebrar la sentència a Puyo, la capital regional de la província oriental de Pastaza. Molts van recórrer grans distàncies per assistir-hi.

## Premis
El 2020 va ser nomenada a la llista Time 100 com una de les 100 persones més influents del món, l'única dona indígena de la llista i la segona equatoriana que ha estat nomenada en la seva història. També va figurar a la llista de les 100 dones de la BBC anunciades el 23 de novembre de 2020.